# One More Time (filme)
One More Time (no Brasil, Uma Dupla em Sinuca) é um filme de comédia de 1970 dirigido por Jerry Lewis e protagonizado por Sammy Davis, Jr. e Peter Lawford. É a seqüência do filme Salt and Pepper.

## Sinopse
Chris Pepper (Peter Lawford) e Charlie Salt (Sammy Davis, Jr.) vêem a sua nightclub falir e vão pedir ajuda ao irmão gêmeo aristocrata de Chris. Ele recusa a ajudá-los, e depois de algumas horas é encontrado morto. Pepper assume a sua identidade, e então ele descobre que ele mesmo já foi um contrabandista e que foi assassinado por seus cúmplices.
Salt e Pepper para escaparem dessa situação, trabalham juntos para pôr todos os criminosos envolvidos atrás das grades.

## Elenco
- Sammy Davis, Jr. - Charlie Salt
- Peter Lawford - Chris Pepper
- Maggie Wright - Sta. Tomkins
- Leslie Sands - Inspetor Grock